# 梶村ひろこ
梶村 ひろこ（かじむら ひろこ、1972年4月28日 - ）は、日本の元女性声優。奈良県出身。81プロデュースに所属していた。

## 出演作品
太字はメインキャラクター。

### テレビアニメ
1994年
- ガジェット警部

1997年
- 爆走兄弟レッツ&ゴー!!WGP（女の子A）
- ポケットモンスター（ガールスカウトB、子供A）

1998年
- 虹の戦記イリス（アンドロイドZ）

1999年
- 下級生（山下美夏）

### OVA
1997年
- 竜機伝承（テセラ）

1998年
- エルフ版 下級生 あなただけを見つめて…（山下美夏）

### ゲーム
1997年
- 竜機伝承2（ケリィ副長）

1998年
- メリーメント・キャリング・キャラバン（ベッキー）

### ドラマCD
- 同級生 恋愛専科（1997年、女子生徒）
- エルフ版 下級生 Radio Avenue（1998年、テニス部部員）

### 吹き替え
- オーシャンガール（ジョアン）
- ベイウォッチ
- ヘブンヘルプアス

### ラジオ
- ファンタジーワールド

### その他
- はてなでスタート（リポーター）
- こどもにんぎょう劇場「三びきのやぎのがらがらどん」（キツツキ）